# 31 februari
31 februari, inom den västerländska (reviderade gregorianska kalendern), är ett uppdiktat datum. Det används ibland för att visa att det handlar om fantasi och inte verklighet. 30 februari används ibland på samma sätt (även om den 29 februari i den svenska kalendern år 1712, som enda verkliga kalender någonsin, faktiskt följdes av den 30 februari innan det dagen därpå var den 1 mars).
På detta vis är dessa datum lika annan fiktiv information som används med liknande syften, som 12th of Never eller "John Q. Public".

## Exempel på avsiktlig användning

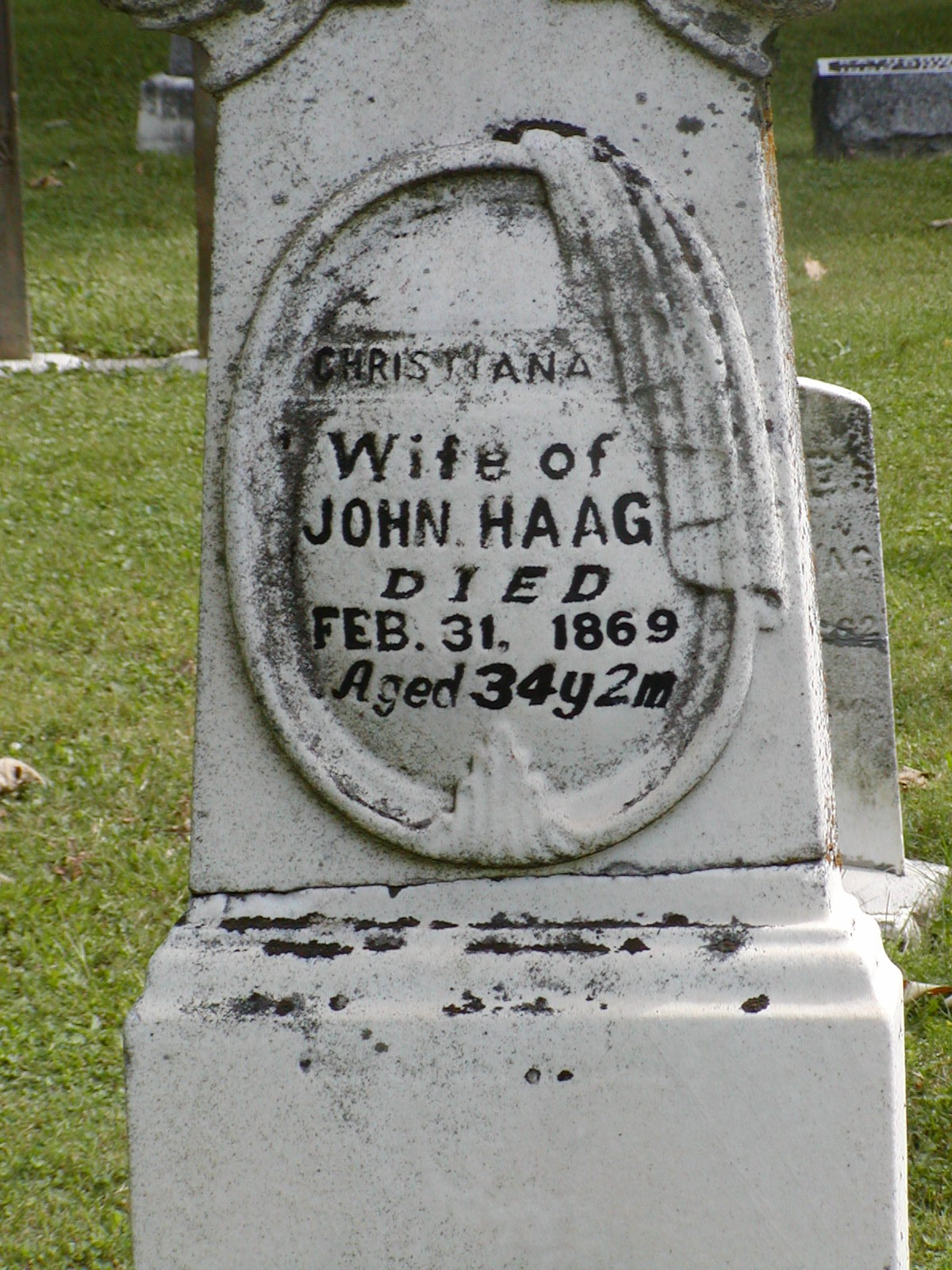
Denna gravsten vid Old Mission Churchs kyrkogråd i Upper Sandusky, Ohio, visar dödsdagen för Christiana Haag som 31 februari "1869.

- Gravsten på kyrkogården vid St Peter-in-the-East, Oxford som inte längre används, med texten:[1]

| HOUNSLOW, John d. 31.3.1871 HOUNSLOW, Sarah, his wife (hans fru), d. 31.2.1835; six children, died in infancy (sex barn, dog i linda); Ann, wife of John Hounslow (John Hounslows fru), d. 6.11.1890 |

- "[T]he world's first February 31 Party! ... When: On February 31, of course! The festivities will start at 12:61 PM..."[2] (används som nonsensinformation på webbplats).
- Ett avsnitt av The Alfred Hitchcock Hour baserat på romanen med samma namn av Julian Symons heter "The Thirty-First of February."[3] David Wayne spelar en man som, misstänkt för mord på sin fru, avsiktligt görs galen för att få honom erkänna. I detta ingår att ändra tillbaka hans kalender till 4 februari, hennes dödsdatum, och ändra till ej existerande 31 februari.
- "sample webbplats / Page Title / Senast uppdaterad 31 februari 1999"[4] (används som exempel i instruktioner).

## Födslar
William O'Malley. Ripley's Believe It or Not! säger att O'Malley, "enligt hans födelseattest i Clifdn, Irland, föddes 1853 den 31 februari".